# سامپیه

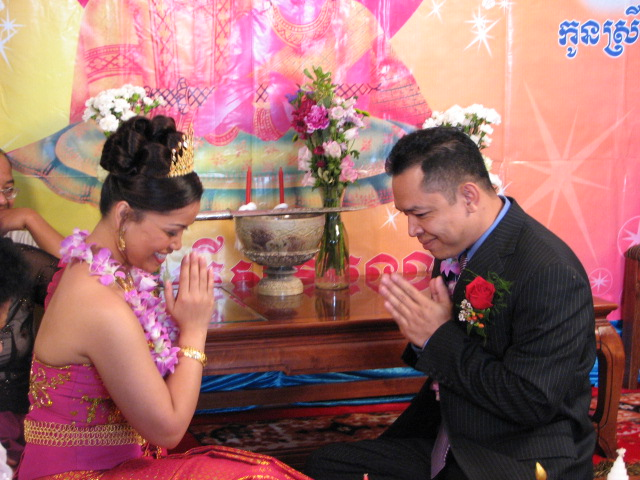
Sampeah (خوشامدگویی در کامبوج)

سامپیه به معنی سلام و احترام در زبان کامبوجی می‌باشد. سامپیه مشابه ناماسته در هندوستان و تای وای می‌باشد. در سامپیه شخص دو کف دست خود را مانند حالت دعا به هم می‌چسباند.
سامپیه علاوه بر معنای خوشامدگویی، به معنی تشکر و عذرخواهی نیز است. سامپیه وقتی در حالت عبادت در مقابل بودا انجام می‌شود شخص دو کف دست را به هم چسبانده و آن را به صورتش نزدیک می‌کند و سه بار با حالت خم شدن آن را به طرف پایین می‌آورد. سامپیه برای نشان دادن احترام به افراد سالخورده نیز کاربرد دارد. هر قدر دست‌ها بالاتر قرار بگیرند و شخص بیشتر خم شود، نمایان‌گر احترام بیشتر است.